# Corinna sanguinea inquirenda
Corinna sanguinea là một phân loài nhện trong họ Corinnidae.
Loài này thuộc chi Corinna. Corinna sanguinea inquirenda được Embrik Strand miêu tả năm 1906.